# Adaptado al perfil del terreno

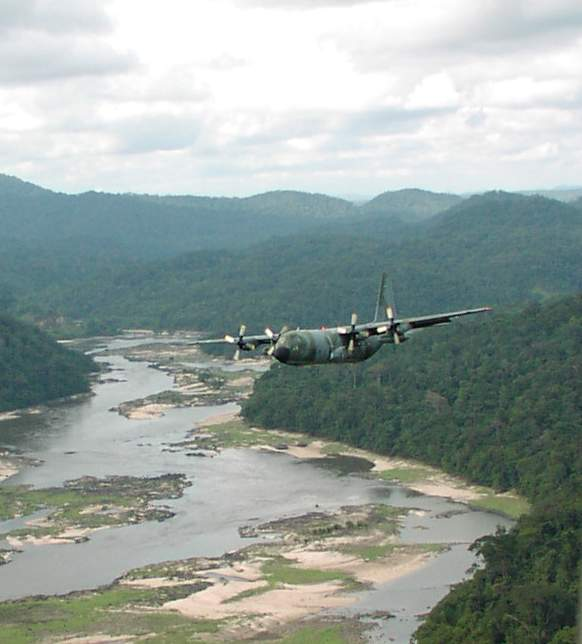
Un avión Lockheed C-130 Hercules.

Adaptado al perfil del terreno, o NOE por sus siglas en inglés (Nap-Of-the-Earth), es un tipo de vuelo que se realiza a muy bajo nivel para evitar ser detectado y atacado por el enemigo en un ambiente de gran amenaza. Se usan las características geográficas como cobertura, aprovechando los valles y los pliegues en el terreno para volar por ellos, en lugar de sobre ellos, para permanecer debajo de la cobertura de los radares y evitar ser visto por el enemigo. También se usan otros términos como «volador contorno» o «volar bajo el radar» o «a ras de tierra».